# Meliosma itatiaiae
Meliosma itatiaiae är en tvåhjärtbladig växtart som beskrevs av Ignatz Urban. Meliosma itatiaiae ingår i släktet Meliosma och familjen Sabiaceae. Inga underarter finns listade.